# Đảng Cộng sản Úc
Đảng Cộng sản Úc (CPA) là một đảng phái chính trị ở Úc được thành lập vào năm 1920. Từ thời kỳ đỉnh cao năm 1945, số đảng viên và ảnh hưởng của đảng liên tục suy giảm cho đến khoảng năm 1991 thì giải thể. Giống như hầu hết các đảng cộng sản ở phương Tây, đảng này tham gia rất nhiều vào phong trào lao động và công đoàn. Số lượng thành viên và ảnh hưởng của nó đã tăng lên đáng kể trong thời kỳ giữa hai cuộc chiến trước khi đạt đến đỉnh cao vào năm 1945, khi có khoảng trên 22.000 đảng viên. Mặc dù đảng không giành được ghế nghị sĩ liên bang nhưng đảng viên Fred Paterson vẫn được bầu vào Quốc hội Queensland (đại diện cho Bowen) tại cuộc bầu cử bang năm 1944. Đảng từng nắm giữ các chức vụ tại hơn chục khu vực chính quyền địa phương trên khắp New South Wales và Queensland.